# دارنل هال
دارنل هال (انگلیسی: Darnell Hall؛ زادهٔ ۲۶ سپتامبر ۱۹۷۱) دونده اهل ایالات متحده آمریکا بود.
وی در مسابقات کشوری و بین‌المللی در مجموع برندهٔ ۳ مدال طلا شده‌است.